# Workflow-Management-System
Ein Workflow-Management-System (WfMS) ist eine Software für das Workflow-Management und die Ausführung modellierter Arbeitsabläufe (engl. workflow).
Auf Modellen solcher Arbeitsabläufe  aufbauende Workflow-Management-Anwendungen sind implementierte Lösungen zur Steuerung eben solcher Arbeitsabläufe auf der Basis eines Workflow-Management-Systems.
Die Komponente für die Ausführung der modellierten Arbeitsabläufe nennt man Workflow Engine.
Workflow-Management-Systeme enthalten für die Entwurfsphase eine Komponente für die grafische Modellierung der Arbeitsabläufe. Diese können auch aus anderen Umgebungen (Frameworks) importiert werden.

## Funktionsweise
Die Workflow Engine interpretiert zur Laufzeit Ereignisse, wie beispielsweise den Eingang eines Dokuments per E-Mail oder den Ablauf einer zeitlichen Frist, und reagiert darauf mit der im modellierten Arbeitsablauf definierten Aktion. Diese Aktion kann beispielsweise die Speicherung des Dokuments in einem Dokumentenmanagementsystem oder die Eskalation überfälliger Arbeiten an das Management sein.
Workflow-Management-Systeme können üblicherweise eine Reihe von Ereignissen erkennen und klassifizieren und dann bestimmte Aktionen selbständig ausführen. Sowohl die Ereignisse als auch die auszuführenden Aktionen werden jedoch üblicherweise durch eigens implementierte Anwendungen für die jeweiligen spezifischen Ereignisse und Aktionen ergänzt.
Darüber hinaus bieten die meisten Workflow-Management-Systeme Unterstützungen für
- die Verifikation der Arbeitsabläufe – ob beispielsweise ein Ereignis zu einem bestimmten Zeitpunkt im Arbeitsablauf überhaupt vorgesehen ist
- unterschiedliche Arbeitsabläufe je nach Rechten und Rollen der Benutzer

Grundsätzlich kann man Komponenten oder Subsysteme von Workflow-Management-Systemen mehreren Klassen zuordnen:
Routingsystem (Verkehrspolizist)Diese Funktion bildet die grundlegende Funktion eines Workflow-Management-Systems. Sie dient dem Routing für den Informationsfluss oder Dokumentenfluss, leitet also die begleitenden Informationen von einer Arbeitsposition des Workflows an die nächste weiter. Diese Funktion wird nicht auf Ausnahmesituationen eingehen.
Distributionssystem (Steuermann)Diese Stufe ist eine Erweiterung, die Ausnahmesituationen erkennen und entsprechende Information an dafür vorgesehene Arbeitspositionen weiterleiten kann. Außerdem kann eine dynamische Zuordnung getroffen werden, indem nicht ausgelasteten Arbeitspositionen neue Aufgaben zugeteilt und auf diese Weise eine Verstetigung oder ein Ausgleich der Arbeitslasten zwischen den Arbeitspositionen des Workflows erreicht wird.
Koordinierungssystem (Vorarbeiter)Diese Funktion besorgt eine Koordination nebenläufiger  Aktivitäten, so dass Konflikte in Ressourcen oder Prioritäten vermieden werden.
Agentensystem (Hilfsarbeiter)Diese Funktion erledigt Zuarbeit selbsttätig (automatisch) und entlastet die ausführende Instanz von Tätigkeiten ohne Entscheidungsbedarf.
Assistenzsystem (Experte)Diese Funktion erweitert die vorherigen um eine Instanz für Prozessanpassungen und für Vorschläge weiteren Vorgehens. Grundlage sind Methoden der künstlichen Intelligenz.

## Modellierung
Ein Workflow wird in der Regel als Modell für eine Vielzahl sich häufig wiederholender Arbeitsabläufe verstanden.

## Abgrenzung und Integration
Workflow-Management-Systeme werden häufig fälschlicherweise der Groupware und dem Bereich Computer Supported Cooperative Work zugeordnet, da sie die Arbeit unterschiedlicher Personen innerhalb einer Organisation regeln. Workflow-Management-Systeme unterstützen jedoch strukturierte Aufgaben und Prozesse, Groupware bietet Unterstützung für eher unstrukturierte Prozesse. Im Gegensatz zu „Computer-Supported-Cooperative-Work“-Systemen wie Multi-User-Editoren besitzen Workflow-Management-Systeme nur geringe Unterstützung für kooperative Interaktion.
Auf technischer Ebene kann eine zunehmende Integration der Funktionalitäten von Workflow-Management-Systemen, Computer-Supported-Cooperative-Work-Systemen, Dokumentenmanagementsystemen (DMS), Projektmanagement-Software, Enterprise-Content-Management-Systemen, Enterprise-Resource-Planning (ERP) mit Hilfe von Enterprise Application Integration (EAI) beobachtet werden.

## Internationale Standardisierung
Grundlage vieler Konzepte des Workflow Management sind Darstellungen beispielsweise als Petri-Netze.
Mehrere internationale Gremien befassen sich mit der Standardisierung oder Normung von Workflow-Management-Konzepten und mit benachbarten oder verwandten Themenfeldern.
- Workflow Management Coalition[3]
- World Wide Web Consortium[4]
- Organization for the Advancement of Structured Information Standards[5]

## Beispiele für Workflow-Management-Systeme
- Activiti
- Apache Airflow[6]
- AristaFlow
- Bizagi
- Camunda BPM
- Comindware Tracker
- @enterprise
- jBPM
- Microsoft Windows Workflow Foundation